# Cussey-les-Forges
 Cussey-les-Forges  es una población y comuna francesa, en la región de Borgoña, departamento de Côte-d'Or, en el distrito de Dijon y cantón de Grancey-le-Château-Neuvelle.

## Demografía
| 197 | 177 | 128 | 109 | 112 | 115 |
| Para los censos de 1962 a 1999 la población legal corresponde a la población sin duplicidades (Fuente: INSEE [Consultar]) |     |     |     |     |     |